# Mikasuki

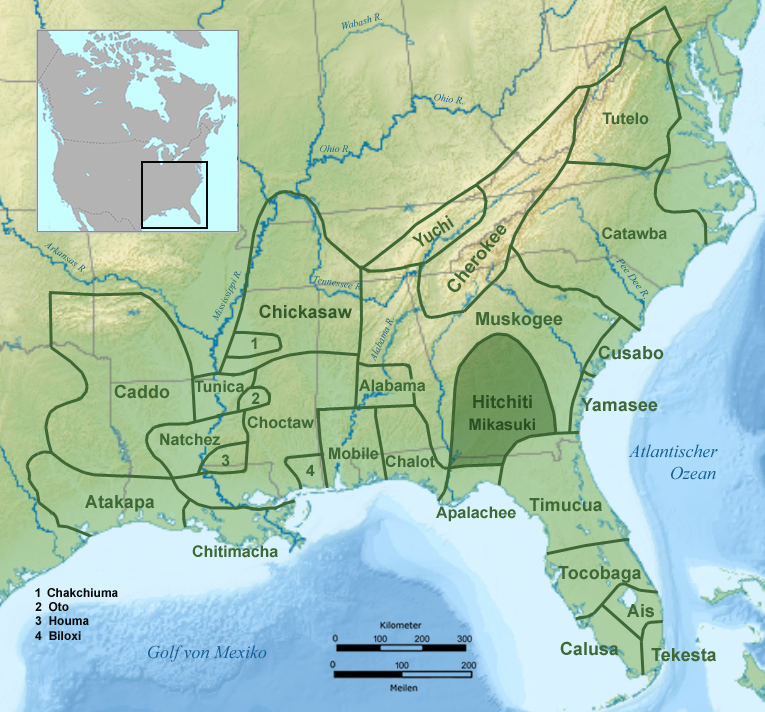
Stammesgebiet der Mikasuki und Hitchiti im 17. Jahrhundert

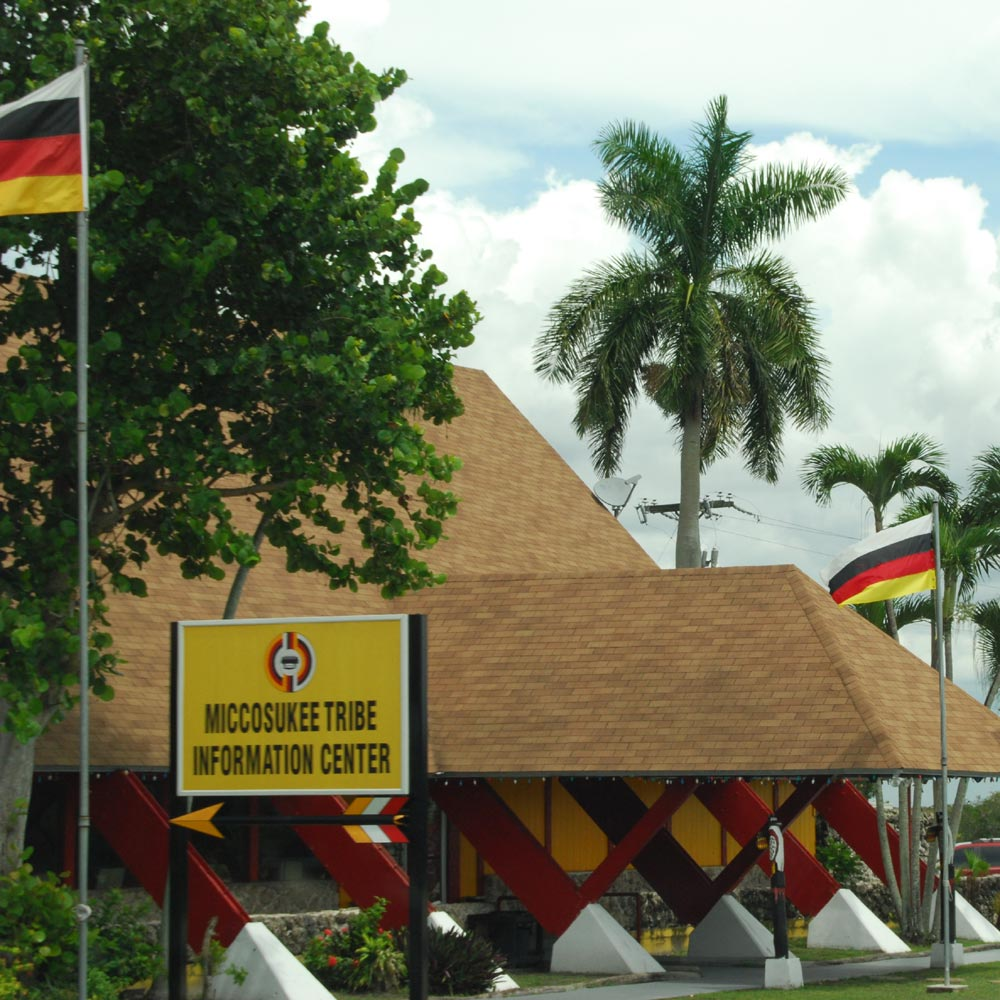
Informationszentrum der Mikasuki in den Everglades (2009)

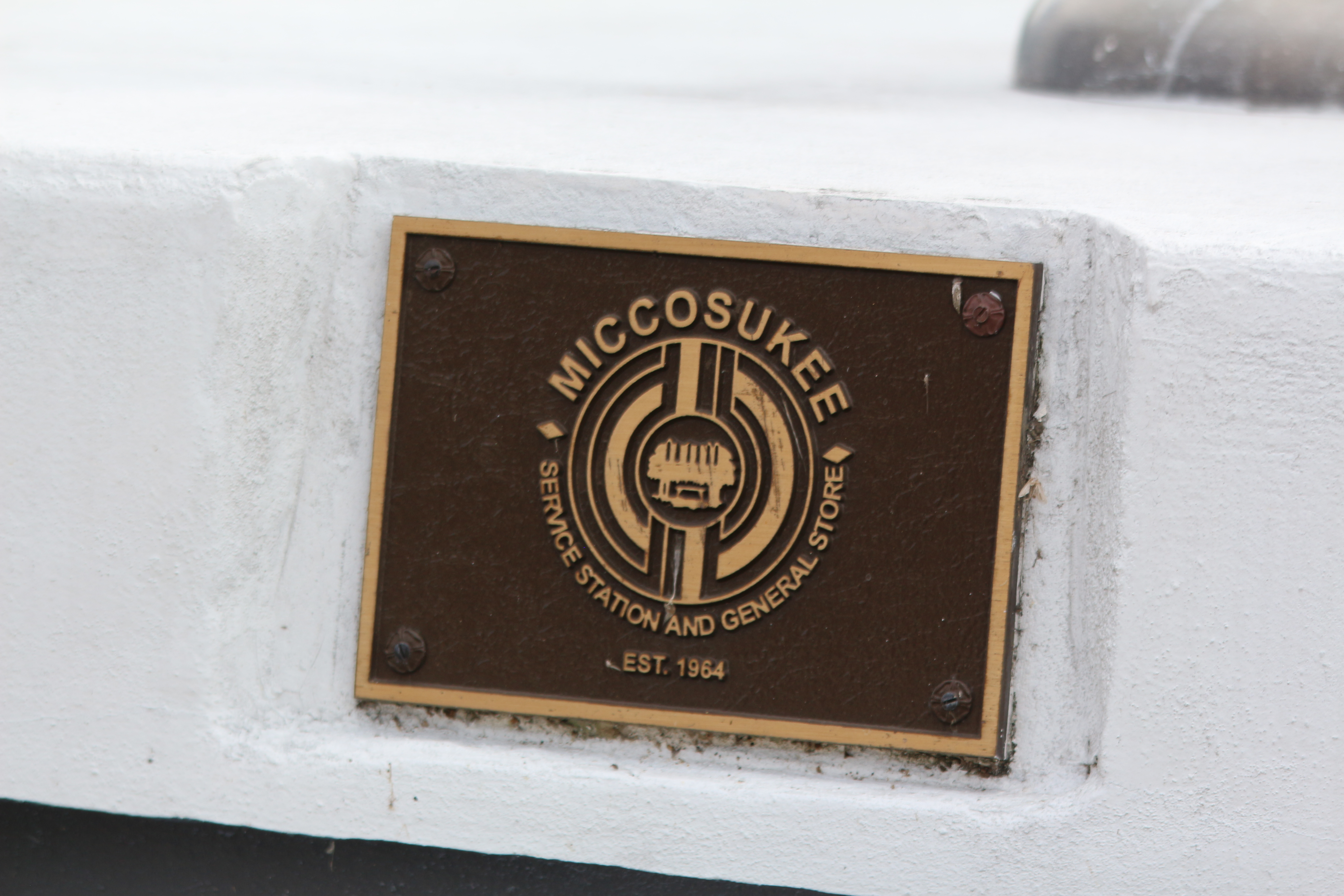
Plakette an einer von den Mikasuki betriebenen Tankstelle mit Werkstatt und Gemischtwarenhandlung (Est. 1964) in den Everglades (2019)

Die Mikasuki, auch Miccosukee oder offiziell Miccosukee Tribe of Indians of Florida, sind eine der drei von der US-Regierung auf Bundesebene anerkannten Stämme (federally recognized tribes) der amerikanischen Ureinwohner, die in Florida leben. 

## Sprache und Kultur
Die Mikasuki sprechen eine mit dem Hitchiti eng verwandte Sprache und beide Dialekte werden deshalb zur Hitchiti-Mikasuki-Sprache zusammengefasst. Diese gehört zur östlichen Untergruppe der großen Muskogee-Sprachfamilie und wird noch heute von mindestens 500 Personen in Florida gesprochen. Die Mikasuki gehörten einst zur Creek-Konföderation und zogen vom heutigen Alabama über Georgia ins nördliche Florida. Dort errichteten sie in der Nähe des heutigen Tallahassee ihre Stadt, die folgendermaßen aufgebaut war: Im Zentrum lag ein rechteckiger Platz, der auf drei Seiten von Erdwällen umgeben war. In der Mitte des Platzes gab es einen bis zu 13 Meter hohen Pfahl, der bei verschiedenen Spielen als Ziel diente und auf dessen oberen Ende ein Tierschädel befestigt war. Außerhalb des Platzes lagen die rechteckigen, oft etwas versenkt angelegten Wohnhäuser. Diese bestanden aus in den Boden gerammten Pfosten, die mit Flechtwerk aus Zweigen verbunden waren. Schließlich wurden die Wände innen und außen mit Lehm bestrichen und erhielten im Inneren außerdem eine Verkleidung aus Matten. Die gesamte Konstruktion bekam ein Giebeldach und der Eingang lag am Ende einer Längsseite. Die Familien hatten Gärten, in denen sie Mais und Kürbisse anbauten. Außerdem gab es gemeinschaftliche Felder mit den üblichen Feldfrüchten, wie Mais, Bohnen und Tabak.

## Geschichte
Die Mikasuki bewohnten in historischer Zeit als Teil der Chiaha das Tal des oberen Tennessee Rivers im heutigen US-Bundesstaat Georgia. Später spalteten sie sich von den Chiaha ab und zogen in nordöstlicher Richtung nach North Carolina. Unter dem ständigen Druck der europäischen Einwanderer migrierten sie im 18. und 19. Jahrhundert ins nördliche Florida. Sie bildeten dort gemeinsam mit Angehörigen der Creek, Gruppen kleinerer indigener Völker und entlaufenen afroamerikanischen Sklaven den Stamm der Seminolen. Während dieser Zeit setzte die Ethnogenese der Seminolen ein, wobei die Mikasuki die Mehrheit der Angehörigen bildeten.
Zu Beginn des 19. Jahrhunderts kam es zu den ersten Angriffen der Amerikaner, die von den Seminolen entlaufene Sklaven zurückforderten, allerdings ohne Erfolg. 1819 kauften die Vereinigten Staaten Spanien unter Androhung eines Krieges für fünf Millionen Dollar Florida ab. General Andrew Jackson führte 1818 einen Rachefeldzug gegen aufständische Creek, brannte 300 Häuser der Mikasuki nieder, zerstörte ihre Lebensmittelvorräte und vertrieb die Überlebenden. 1829 wurde Andrew Jackson, inzwischen ein Nationalheld, der 7. Präsident der Vereinigten Staaten. Er veranlasste die Zwangsumsiedlung der Seminolen mit den ihnen angeschlossenen Mikasuki in das Indianerterritorium und löste damit den Zweiten Seminolenkrieg (1835–1842) aus, der die USA 30 Millionen Dollar und über 2.000 gefallene Soldaten kosten sollte. Die Zahl der getöteten Seminolen und Mikasuki ist unbekannt. 4.420 Stammesangehörige wurden nach Oklahoma deportiert; der Rest war geflüchtet und versteckte sich in den unzugänglichen Everglades und dem Big Cypress Swamp.
1845 unterzeichnete die Armee einen Vertrag, der Florida entlang des Peace Rivers unterteilte. Alles Land südlich des Flusses außerhalb der Küstenbereiche sollte den Indianern gehören. Doch der Vertrag wurde ständig gebrochen und die Indianer getäuscht, gekidnappt oder auf andere Art und Weise nach Oklahoma verschleppt. Nur etwa 200 Ureinwohner blieben unbehelligt in den Everglades zurück. Rund zwei Drittel dieser Seminolen gehörten zu den Mikasuki; der Rest hatte eine andere Sprache.
Als 1863 der Amerikanische Bürgerkrieg begann und sich das allgemeine Interesse diesem Konflikt zuwandte, erfreuten sich die letzten Indianer in Florida eines fast 50 Jahre andauernden Friedens. Sie hatten nun unbehelligten Zugang zum Big Cypress Swamp. In den 1920er Jahren baute Das U.S. Army Corps of Engineers Kanäle zum Atlantik und zum Golf von Mexiko, um die Sümpfe im Inneren Floridas teilweise trockenzulegen. Nun stieg das Interesse am Landbesitz in der Region und wieder wurden die dort lebenden Indianer verfolgt. Inzwischen hatte die US-Regierung dort die kleine Big Cypress Indian Reservation eingerichtet, der später noch zwei weitere folgen sollten. Doch die misstrauischen Bewohner mit indianischen Wurzeln kamen nur widerstrebend. Um 1940 gab es noch immer einige, die das entbehrungsreiche Leben in den Sumpfgebieten dem Dasein in den Reservaten vorzogen.
Die Seminolen Floridas sind noch heute stolz darauf, dass sie offiziell niemals von der US-Armee besiegt wurden. Daraus leiteten sie später ihre Rechte als souveräne Nation ab. Nach dem Vordringen der Weißen und der verstärkten Besiedlung der Küstengebiete von Süd-Florida wurde der Druck auf die Seminolen zunehmend stärker. Es entstanden zwei Gruppen, aus denen sich der Seminole Tribe of Florida und der Miccosukee Tribe of Florida bildete.
Unter der Regierung von Präsident Lyndon B. Johnson stellten die Seminolen eine Forderung von 40 Millionen Dollar als Wiedergutmachung für enteignetes Land. 1976 zahlte die Regierung in Washington für den Landraub eine Entschädigung in Höhe von 16 Millionen Dollar. Von diesem Geld sollte jedes Stammesmitglied, auch die in Oklahoma lebenden Angehörigen, seinen Anteil bekommen.

## Heutige Situation
1957 wurden die Mikasuki vom Staat Florida als Miccosukee Tribe of Indians of Florida anerkannt und erhielten 1958 die offizielle Anerkennung (federal recognation) der US-Bundesregierung. Im Jahr 1959 besuchten Vertreter des Stammes bald nach der Kubanischen Revolution das Staatsoberhaupt Fidel Castro. Sie wurden von Fidel Castros Revolutionärer Regierung anerkannt, was die Aufmerksamkeit der US-Bundesregierung auf sich zog. Die Angehörigen des Mikasuki-Stammes besitzen zum Beispiel Pässe, die international zuerst von Kuba anerkannt wurden. Die Flagge der Mikasuki gleicht der Fahne der Seminolen und besteht aus vier horizontalen Balken in den Farben Weiß-Schwarz-Rot-Gelb. Die meisten Nachfahren der Seminolen gehören heute zur Seminole Nation of Oklahoma. 
Der Stamm betreibt ein luxuriöses Hotel-Casino und einen Golf-Club in Miami und unterhält eine eigene Polizei. Das Miccosukee Indian Village wurde 1983 gegründet und zeigt eine Anzahl künstlerischer Arbeiten, wie Gemälde, Handarbeiten und Patchwork der Frauen, Kostümpuppen aus Palmfasern und alte Fotografien. Außerdem werden Gebrauchsgegenstände aus dem Leben in den Sümpfen gezeigt. Das Museum liegt am Tamiami Trail 41 in Miami, Florida.